# Regierung Erlander I

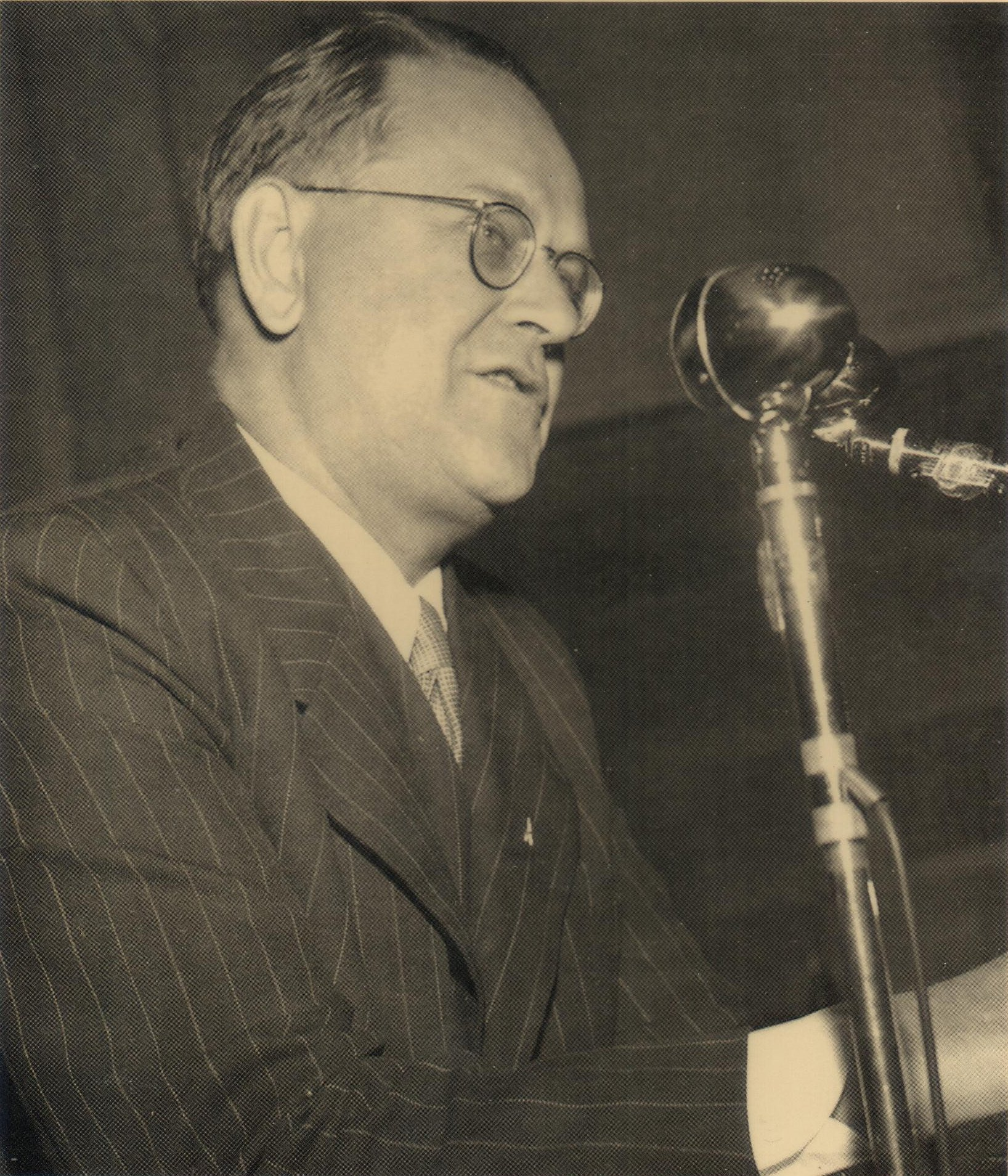
Tage Erlander (1952)

Die Regierung Erlander I wurde in Schweden am 11. Oktober 1946 durch Ministerpräsident Tage Erlander von der Schwedischen Sozialdemokratischen Arbeiterpartei SAP (Sveriges socialdemokratiska arbetareparti) gebildet und löste die Regierung Hansson IV ab. Sie blieb bis zum 1. Oktober 1951 im Amt und wurde danach durch die Regierung Erlander II abgelöst. Erlanders SAP gewann die Wahl zum Schwedischen Reichstag am 19. September 1948.

## Minister
Dem Kabinett gehörten folgende Minister an:
| Amt                                                | Name                                               | Partei | Beginn der Amtszeit                                                | Ende der Amtszeit                                               |
| -------------------------------------------------- | -------------------------------------------------- | ------ | ------------------------------------------------------------------ | --------------------------------------------------------------- |
| Ministerpräsident                                  | Tage Erlander                                      | SAP    | 11. Oktober 1946                                                   | 1. Oktober 1951                                                 |
| Außenminister                                      | Östen Undén                                        | SAP    | 11. Oktober 1946                                                   | 1. Oktober 1951                                                 |
| Justizminister                                     | Herman Zetterberg                                  | SAP    | 11. Oktober 1946                                                   | 1. Oktober 1951                                                 |
| Verteidigungsminister                              | Allan Vougt                                        | SAP    | 11. Oktober 1946                                                   | 1. Oktober 1951                                                 |
| Sozialminister                                     | Gustav Möller                                      | SAP    | 11. Oktober 1946                                                   | 1. Oktober 1951                                                 |
| Kommunikationsminister                             | Torsten Nilsson                                    | SAP    | 11. Oktober 1946                                                   | 1. Oktober 1951                                                 |
| Finanzminister                                     | Ernst Wigforss David Hall Per Edvin Sköld          | SAP    | 11. Oktober 1946 30. Juni 1949 21. Oktober 1949                    | 30. Juni 1949 17. Oktober 1949 1. Oktober 1951                  |
| Unterrichtsminister                                | Josef Weijne Hildur Nygren                         | SAP    | 11. Oktober 1946 8. März 1951                                      | 8. März 1951 1. Oktober 1951                                    |
| Landwirtschaftsminister                            | Per Edvin Sköld Gunnar Sträng                      | SAP    | 11. Oktober 1946 28. Oktober 1948                                  | 28. Oktober 1948 1. Oktober 1951                                |
| Handelsminister                                    | Gunnar Myrdal Axel Gjöres John Ericsson            | SAP    | 11. Oktober 1946 11. April 1947 24. September 1948                 | 11. April 1947 24. September 1948 1. Oktober 1951               |
| Volkswirtschaftsminister                           | Axel Gjöres Gunnar Sträng Karin Kock John Ericsson | SAP    | 11. Oktober 1946 11. April 1947 28. Oktober 1948 29. Dezember 1949 | 11. April 1947 28. Oktober 1948 29. Dezember 1949 30. Juni 1950 |
| Innenminister                                      | Eije Mossberg                                      | SAP    | 1. Juli 1947                                                       | 1. Oktober 1951                                                 |
| Zivilminister                                      | John Lingman                                       | SAP    | 1. Juli 1950                                                       | 1. Oktober 1951                                                 |
| Minister ohne Geschäftsbereich beim Justizminister | Nils Quensel                                       | SAP    | 11. Oktober 1946                                                   | 1. Oktober 1951                                                 |
| Minister ohne Geschäftsbereich beim Justizminister | Gunnar Danielson                                   | SAP    | 11. Oktober 1946                                                   | 1. Oktober 1951                                                 |
| Minister ohne Geschäftsbereich beim Sozialminister | Eije Mossberg                                      | SAP    | 11. Oktober 1946                                                   | 30. Juni 1947                                                   |
| Minister ohne Geschäftsbereich                     | John Ericsson                                      | SAP    | 11. Oktober 1946                                                   | 24. September 1948                                              |
| Minister ohne Geschäftsbereich                     | Per Edvin Sköld                                    | SAP    | 29. Oktober 1948                                                   | 21. Oktober 1949                                                |
| Minister ohne Geschäftsbereich                     | Gunnar Sträng Karin Kock Sven Andersson            | SAP    | 11. Oktober 1946 11. April 1947 28. Oktober 1948                   | 11. April 1947 28. Oktober 1948 1. Oktober 1951                 |
| Minister ohne Geschäftsbereich                     | John Lingman                                       | SAP    | 4. Januar 1950                                                     | 30. Juni 1950                                                   |
| Minister ohne Geschäftsbereich beim Außenminister  | Dag Hammarskjöld                                   | SAP    | 6. Februar 1951                                                    | 1. Oktober 1951                                                 |